# Tennis aux Jeux méditerranéens de 2001
Navigation
Édition précédente Édition suivante
Les compétitions de tennis des Jeux méditerranéens de 2001 se sont déroulées à Tunis en Tunisie.

## Podiums
| Compétitions     | Or                                                  | Argent                                                     | Bronze                                 |
| ---------------- | --------------------------------------------------- | ---------------------------------------------------------- | -------------------------------------- |
| Simple messieurs | Konstantínos Iconomídis Grèce                       | Leonardo Azzaro Italie                                     | Mehdi Tahiri Maroc                     |
| Double messieurs | Konstantínos Iconomídis Anastasios Vasiliadis Grèce | Abdelhak Hameurlaine Noureddine Mahmoudi Algérie           | Mounir El Aarej Mehdi Tahiri Maroc     |
| Simple dames     | Bahia Mouhtassine Maroc                             | Eléni Daniilídou Grèce                                     | Lourdes Domínguez Lino Espagne         |
| Double dames     | Eléni Daniilídou Maria Pavlidou Grèce               | María José Martínez Sánchez Lourdes Domínguez Lino Espagne | Valentina Sassi Nathalie Viérin Italie |

## Tableau des médailles par pays
| Rang  | Nation  | Or | Argent | Bronze | Total |
| ----- | ------- | -- | ------ | ------ | ----- |
| 1     | Grèce   | 3  | 1      | 0      | 4     |
| 2     | Maroc   | 1  | 0      | 2      | 3     |
| 3     | Italie  | 0  | 1      | 1      | 2     |
| 4     | Espagne | 0  | 1      | 1      | 2     |
| 5     | Algérie | 0  | 1      | 0      | 1     |
| Total | Total   | 4  | 4      | 4      | 12    |